# Trias (roślina)
Trias – rodzaj roślin z rodziny storczykowatych (Orchidaceae). Do tego rodzaju zaliczanych jest 14 gatunków. Rośliny występują w Indiach, Laosie, Mjanmie, Tajlandii, Wietnamie, na Borneo oraz na Andamanach.
Obrót roślinami tego rodzaju jest ograniczony, aby uniknąć wykorzystywania, które mogłoby doprowadzić do jego zagrożenia bądź wyginięcia

## Systematyka
Rodzaj sklasyfikowany do podplemienia Dendrobiinae w plemieniu Dendrobieae, podrodzina epidendronowe (Epidendroideae), rodzina storczykowate (Orchidaceae), rząd szparagowce (Asparagales) w obrębie roślin jednoliściennych.
Rośliny te włączane są także do rodzaju bulbofylum Bulbophyllum.
Wykaz gatunków
- Trias antheae J.J.Verm. & A.L.Lamb
- Trias bonaccordensis C.S.Kumar
- Trias cambodiana Christenson
- Trias disciflora (Rolfe) Rolfe
- Trias intermedia Seidenf. & Smitinand
- Trias mollis Seidenf.
- Trias nana Seidenf.
- Trias nasuta (Rchb.f.) Stapf
- Trias nummularia Aver. & Averyanova
- Trias oblonga Lindl.
- Trias picta (C.S.P.Parish & Rchb.f.) C.S.P.Parish ex Hemsl.
- Trias rosea (Ridl.) Seidenf.
- Trias stocksii Benth. ex Hook.f.
- Trias tothastes (J.J.Verm.) J.J.Wood